# توماس غوردون هايز
توماس غوردون هايز (بالإنجليزية: Thomas Gordon Hayes)‏ هو محامي وسياسي أمريكي، ولد في 5 يناير 1844 في آن أروندل كاونتي في الولايات المتحدة، وتوفي في 27 أغسطس 1915. انتخب عمدة بالتيمور (1899 – 1903) وانتخب United States Attorney for the District of Maryland ‏ (1886 – 1890).